# العظم السنعي الثاني
العظم السِنعي الثاني (العظم السنعي للسبابة) هو أطول عظم سنعي ويملك قاعدة أكبر من كل العظام السنعية.
قاعدة هذا العظم ممتدة بشكل طولي للأعلى والوسط لتشكل شكل أخدودي بارز.

## معرض صور

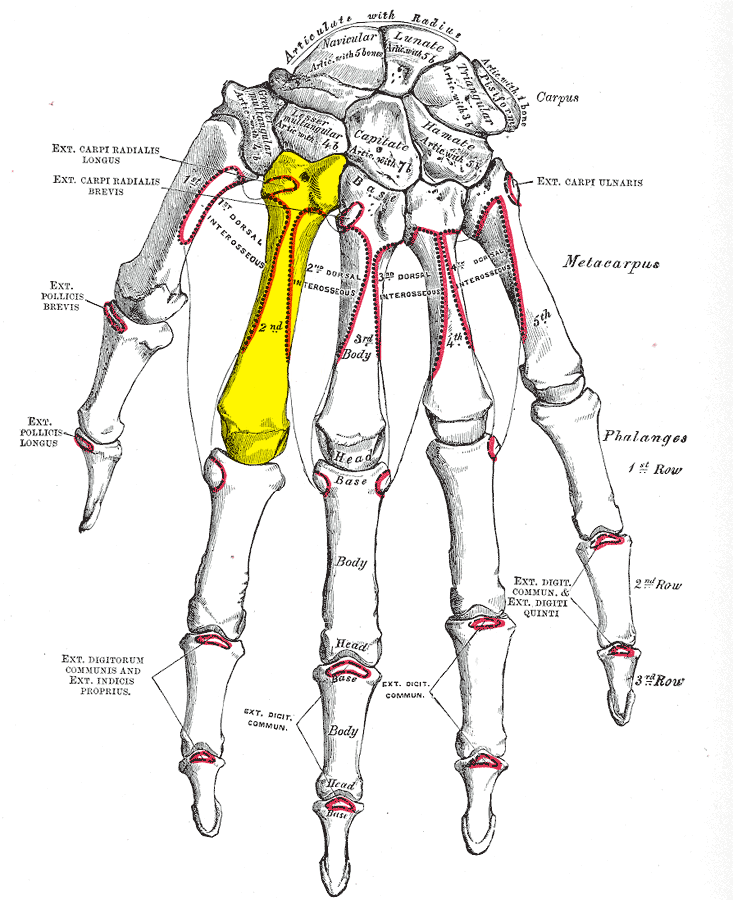
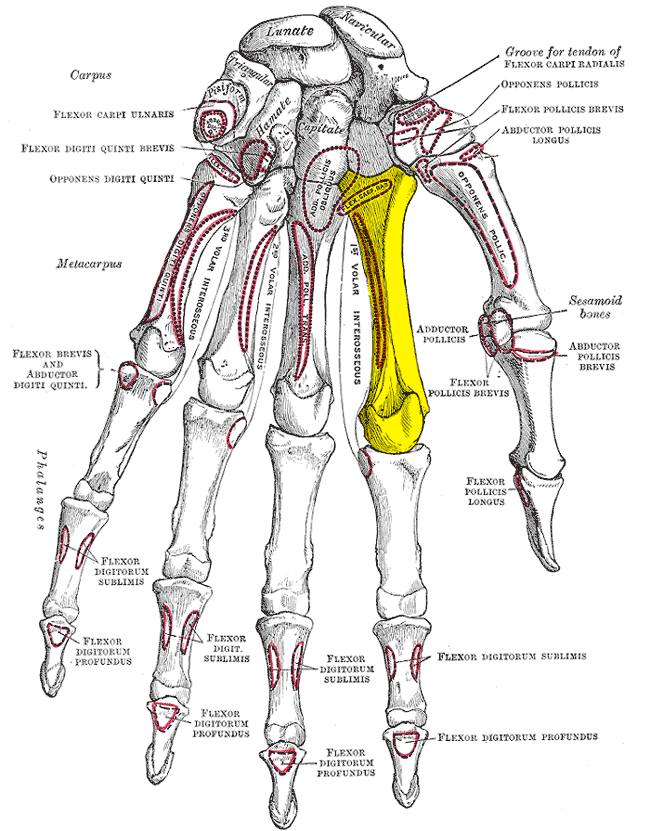
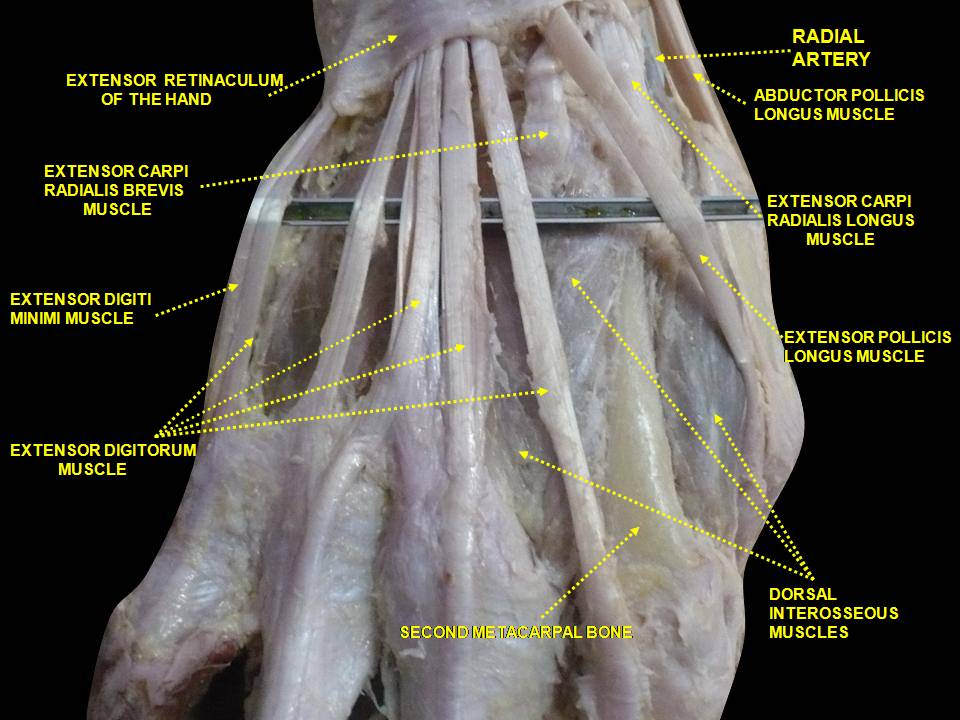